# Сільське господарство Полтавської області
Сільське господарство Полтавської області — один з видів господарськогої діяльності у Полтавській області. Рівнинний рельєф та сприятливі агрокліматичні умови створюють відповідні передумови для розвитку сільського господарства.

## Рослинництво
У сільськогосподарському виробництві області в 2006 році 66,4 % прибутків дало рослинництво, провідними галузями якого є виробництво зернових культур, цукрового буряка, соняшника.
Важливою особливістю рослинництва є відносна нестабільність показників, переважно через залежність виробництва від природних умов, крім того, рослинництво має комплексоутворюючий характер. Специфічною особливістю рослинництва є також сезонність і нерівномірна тривалість виробничих циклів, що знижує його ефективність у порівнянні з іншими галузями суспільного господарства.

### Зернові культури
Найбільші посівні площі області займають зернові культури (56,6 %). Основними виробниками зернових культур є Глобинський (197 тис. т), Новосанжарський (178 тис. т), Миргородський (163 тис. т), Семенівський (147 тис. т), Кобеляцький (125 тис. т) райони.
Середня урожайність зернових на Полтавщині у 2006 р. становила 27,3 ц /га.
Провідна зернова культура Полтавщини — озима пшениця, питома вага якої в структурі вартості товарної продукції рослинництва становить 16 — 18 %, а в товарній продукції зернових — понад 40 %. Другою культурою за посівними площами та валовим збором зерна є ярий ячмінь (Hordeum), який використовують для внутрішніх потреб (виготовлення пива, корм для тваринництва).
Кукурудза за валовим збором зерна є першою серед зернових культур (836 тис. т). У фазі молочної стиглості вона використовується для одержання високопоживного силосу, зерно йде на виготовлення борошна, пластівців, олії, спирту, клею. Дозрілі стебла кукурудзи можуть використовуватись як грубий корм, а також для виготовлення целюлози, ізоляційних матеріалів тощо. Урожайність кукурудзи на зерно в 2006 році склала 40,8 ц/га, тоді як в 2001 році лише 28,1 ц/га.
Значного розвитку за останні роки набуло виробництво круп'яних культур — гречки та проса. Найбільшу питому вагу посівів гречки серед зернових мають північні райони області — Чорнухинський, Гадяцький, Пирятинський.

### Технічні культури
Виробництво технічних культур на Полтавщині представлено вирощуванням цукрового буряка, сої та соняшника. Питома вага цукрових буряків у структурі посівних площ в середньому по області становить 5,1 %. Валовий збір цукрового буряка в 2006 р. склав 2364 тис. т, а середня врожайність становила 294,8 ц/га. За посівними площами, валовим збором, врожайністю та собівартістю виробництва цукрового буряка в області склались певні територіальні відмінності, що пов'язані з структурою ландшафтів, якістю ґрунтів, наявністю трудових ресурсів, віддаленістю до приймальних пунктів. До районів з найбільшою врожайністю цукрових буряків належать Пирятинський (440,2 ц/га), Шишацький (356,0 ц/га), Глобинський (337,1 ц/га), Карлівський (334,3 ц/га) та Великобагачанський (324,4 ц/га) райони.
Основною олійною культурою області є соняшник, насіння якого містить 35 — 40 % олії, яка переважно використовується для продовольчих цілей, виготовлення мила та фарб. Побічні продукти (макуха і шрот) є цінним кормом для тварин. Зрілі стебла соняшнику можна використовувати як паливо, а також як технічну сировину для виробництва мила, скла, паперу, штучного шовку.
Середня врожайність соняшнику в Полтавській області становить 15,7 ц/га, а валовий збір — 264 тис. т (2006 р.). Найвищі показники мають Новосанжарський, Глобинський, Зінківський, Карлівський райони.

### Картопля та овочі
Важливою галуззю рослинництва Полтавщини є картоплярство та овочівництво. У порівнянні з іншими культурами, рівень розвитку цієї галузі дещо нижчий. Більша частина виробництва картоплі припадає на приватний сектор та фермерські господарства. Невисока частка господарств суспільного сектора пояснюється невідповідністю агрокліматичних умов біологічним вимогам картоплі, тому її врожайність становить 152 ц/га. У 2006 р. в області в усіх категоріях господарств вироблено 1696 т картоплі.
Виробництво овочів протягом року становить в середньому 5570 тис. т, а середня врожайність становить 189 ц/га. Найвищі показники за виробництвом овочів мають Пирятинський, Кременчуцький, Семенівський, Полтавський, Котелевський та Глобинський райони.
В цілому галузі рослинництва Полтавщини забезпечують населення та переробну промисловість рослинницькою продукцією.

## Тваринництво
Тваринництво Полтавської області сформувалось під впливом сприятливих природних та економічних умов для розвитку кормової бази, потреб населення в продукції тваринництва, територіального поділу праці та посилення міжрайонної функції області у виробництві тваринницької продукції.
Основними галузями тваринництва Полтавської області є скотарство, свинарство, птахівництво. Крім того, в області набули поширення кролівництво, конярство, бджільництво, хутрове звірівництво, ставкове рибництво. Важливим показником розвитку тваринництва є поголів'я худоби та її щільність на 100 га угідь. У 2006 р. за щільністю поголів'я ВРХ на 100 га угідь провідні місця на Полтавщині посідали Шишацький, Кременчуцький, Гадяцький, Оржицький та Хорольський райони. В останнє десятиліття спостерігається зменшення поголів'я худоби в області за рахунок скорочення поголів'я в господарствах суспільного сектора. З 1975 р. до 2006 р. частка області у загальнодержавному виробництві м'яса зменшилася з 5,3 % до 2,8 %. Рівень рентабельності тваринництва Полтавщини значно нижчий, ніж рослинництва, причому рентабельність виробництва всіх видів м'яса від'ємна: м'ясо ВРХ — 41,5 %, свиней — 42,2 %, овець — 64,7 %, птиці — 13,9 %. Разом з тим, показники ефективності тваринництва області дещо вищі від загальнодержавних.
Провідною галуззю тваринництва Полтавщини є скотарство, що дає понад 42 % вартості всієї сільськогосподарської продукції області і понад 76 % товарної продукції тваринництва. Головним виробничим показником скотарства є молочно-м'ясне скотарство. Найвищі показники щодо розвитку скотарства мають Гадяцький, Хорольський, Глобинський, Оржицький та Шишацький райони.
Найпоширенішими породами ВРХ в області є симентальська та чорно-ряба.
Свинарство — друга важлива галузь тваринництва, яка дає понад 35 % обласного виробництва м'яса, крім того — сало, шкіру та щетину. Завдяки скоростиглості, плодовитості, високій окупності кормів, порівняно високій забійній вазі м'яса, свинарство поширене в усіх низових адміністративних районах області, однак найбільше поголів'я мають господарства Оржицького, Глобинського та Гадяцького районів. Основними породами є велика біла та миргородська порода полтавського м'ясного типу ПМ-1.
Довгий час традиційною галуззю тваринництва Полтавщини було вівчарство. Нині ця галузь перебуває у стані занепаду. Незначна кількість поголів'я поширена в Новосанжарському, Кобеляцькому, Глобинському та Хорольському районах. Розводиться переважно сокільська порода овець.
Конярство, як і вівчарство, відіграє другорядне значення. Конезаводи та конеферми є в Пирятинському, Миргородському, Чутівському районах, однак розвиток цієї галузі на Полтавщині, в останні роки значно знизився.
Птахівництво — найбільш скоростигла галузь тваринництва, що дає яйця і м'ясо, пух та пір'я. В області діє понад 30 спеціалізованих господарств по виробництву продукції птахівництва. Найбільші з них зосереджені в Лубенському, Хорольському, Чутівському, Полтавському, та Кременчуцькому районах.
Ставкове рибництво — додаткова високопродуктивна галузь сільського господарства Полтавщини. В області налічується понад 1100 ставків, з яких для товарного рибництва придатні 2,5 тис. га. Найбільшою ефективністю рибництво відзначається в Миргородському, Кременчуцькому, Кобеляцькому, Машівському, Глобинському та Хорольському районах.
Бджільництво — традиційна галузь сільського господарства Полтавщини, що дає цінні високоприбуткові продукти: мед, віск, бджолину отруту, квітковий пилок, маточне молочко.
Негативною тенденцією в розвитку бджільництва області є зменшення за останні роки кількості бджолосімей у суспільному секторі і відповідно зниження виробництва продуктів в державних сільськогосподарських підприємствах. Разом з тим, в останні роки зростає частка приватного бджільництва. Найпоширенішим бджільництво є в Гадяцькому, Лубенському, Кременчуцькому, Полтавському та Миргородському районах.
Звірівництво в Полтавській області розвинуто досить слабо. Невеликі звіроферми є в Чутівському, Решетилівському, Диканському, Миргородському та Кобеляцькому районах.

## Рівні розвитку господарства
На Полтавщині існують певні територіальні відмінності в спеціалізації та рівнях розвитку сільського господарства, які необхідно враховувати у практиці виробництва. З цією метою доцільно виділити на території області сільськогосподарські райони.
В сучасній науковій практиці критеріями виділення сільськогосподарських районів виступають спорідненість господарств (територій) в географічному положенні і природних умовах, близькість структури, рівнів спеціалізації та інтенсивності виробництва. Важливими показниками, що враховуються при районуванні, є також структура посівів, кількість та структура умовного поголів'я худоби, собівартість продукції, грошові доходи, врожайність сільськогосподарських культур та продуктивність худоби. Ці критерії, в тому числі індекси спеціалізації, дали можливість виявити в області певні типи територіальних поєднань галузей сільського господарства, що лягли в основу виділення в області 4-х сільськогосподарських районів:
1. Цукро-буряко-зерновий з м'ясо-молочним скотарством і виробництвом соняшнику. Цей тип поєднання виробництва є переважаючим у центральному сільськогосподарському районі, до складу якого входять: Великобагачанський, Миргородський, Шишацький, Котелевський, Чутівський, Карлівський, Решетилівський, Хорольський, Оржицький адміністративні райони.
2. Картоплярсько-буряко-зерновий з молочно-м'ясним скотарством є головним поєднанням галузей в північному сільськогосподарському районі (Гребінківський, Пирятинський, Чорнухинський, Лохвицький, Гадяцький, Зіньківський адміністративні райони).
3. Зерно-буряковий з м'ясо-молочним скотарством, розвинутим свинарством, вівчарством і виробництвом соняшнику є головним типом поєднань виробництв у південному сільськогосподарському районі (Глобинський, Козельщинський, Новосанжарський, Кобеляцький, Машівський адміністративні райони).
4. Молочно-овочево-картоплярський з розвинутим птахівництвом. Таке поєднання галузей найхарактерніше для приміського типу сільського господарства. Цей тип сформувався поблизу великих міст: Полтави (Полтавський і Диканський райони), Кременчука (Кременчуцький район), знаходиться в стадії формування в Лубенському районі.
Процес формування сільськогосподарських районів області і оптимізації їх виробничої структури згідно з природноекономічними умовами ще далеко не завершений. Існує необхідність глибокого наукового дослідження ефективності територіальної спеціалізації сільського господарства області та формування його доцільної територіальної структури.